# Indochinese Oorlogen
De Indochinese Oorlogen of Indochina-oorlogen waren vier oorlogen in Zuidoost-Azië tussen 1947 en 1979 tussen nationalistische Vietnamezen aan ene zijde en Fransen, Amerikanen en Chinezen aan andere zijde.
De benaming "Indochinees" verwees daarbij oorspronkelijk naar Unie van Indochina (Frans-Indochina), waarbinnen de huidige staten Cambodja, Laos en Vietnam lagen. Tegenwoordig wordt er meestal het geografische gebied mee aangeduid en niet zozeer een politiek gebied. 
De vier Indochinese Oorlogen waren:
Eerste Indochinese OorlogDe Eerste Indochinese Oorlog, Indochina-oorlog of Franse Oorlog begon tijdens de Tweede Wereldoorlog en duurde tot de Franse overgave in 1954. Na een lange opstandsstrijd riep de Vietminh hierbij de overwinning uit nadat de Japanners en Vichy-Franse legers zich hadden overgegeven in het noorden tegen het einde van de Tweede Wereldoorlog. Tijdens de Tweede Wereldoorlog werd het gebied tijdelijk bezet door Britse troepen die het Franse republikeinse koloniale bestuur weer herstelden. De Fransen eisten, gesteund door de Britten en de Amerikanen, bij de Verenigde Naties hun voormalige Indochinese kolonie op alvorens akkoord te willen gaan met deelname aan het NAVO-verbond om expansie van de Sovjets buiten de Warschaupact-landen tijdens de Koude Oorlog. De communistisch-nationalische Viet Minh, die de geallieerden hadden gesteund tijdens de oorlog, bleef de Fransen bevechten met steun vanuit China en de Sovjet-Unie en wist uiteindelijk de door de NAVO gesteunde Fransen te verjagen uit Indochina. Hierbij ontstond de scheiding tussen Noord-Vietnam en Zuid-Vietnam.
VietnamoorlogDe Vietnamoorlog (westerse benaming), Tweede Indochinese Oorlog of Amerikaanse Oorlog (Vietnamese benaming) begon als een conflict tussen de door de Verenigde Staten gesteunde Zuid-Vietnamese regering aan de ene zijde en het Zuid-Vietnamese communistische Nationaal Front voor de Bevrijding van Zuid-Vietnam (Vietcong) en het Noord-Vietnamese Leger (later hernoemd tot Vietnamees Volksleger) aan de andere zijde. De oorlog startte eind jaren 1950 en duurde voort tot 1975. De Verenigde Staten, die Frankrijk had gesteund tijdens de eerste oorlog, steunde nu de Zuid-Vietnamese regering in haar strijd tegen het oprukkende communisme. Het noorden kreeg militaire en financiële steun uit China en de Sovjet-Unie. Noord-Vietnam veroverde hierbij uiteindelijk het zuiden. De gevechten verplaatsten zich tijdens deze oorlog ook over de grens naar Cambodja, waar een door de VS gesteunde regering vocht tegen de door de communisten gesteunde Rode Khmer (ook bekend als de Cambodjaanse Burgeroorlog; 1967-1975) en naar Laos, waar de door de VS gesteunde regering vocht tegen de door de communisten gesteunde Pathet Lao (bekend als de Laotiaanse Burgeroorlog of (deels) Geheime Oorlog; 1962-1975).
Cambodjaans-Vietnamese OorlogDe Cambodjaans-Vietnamese Oorlog volgde na de Tweede Indo-Chinese Oorlog. Vietnam viel hierbij Cambodja binnen en zette het genocidale Rode Khmerregime af. De oorlog duurde van mei 1975 tot december 1989.
Chinees-Vietnamese OorlogDe Chinees-Vietnamese Oorlog (1979) tussen Vietnam en China, waarbij Chinese troepen een strafexpeditie uitvoerden (in verband met de Vietnamese bezetting van Cambodja) tot aan de stad Lang Son, maar zich daarop - naar verluidt na zware verliezen - weer terugtrokken.